# Symfoniorkester

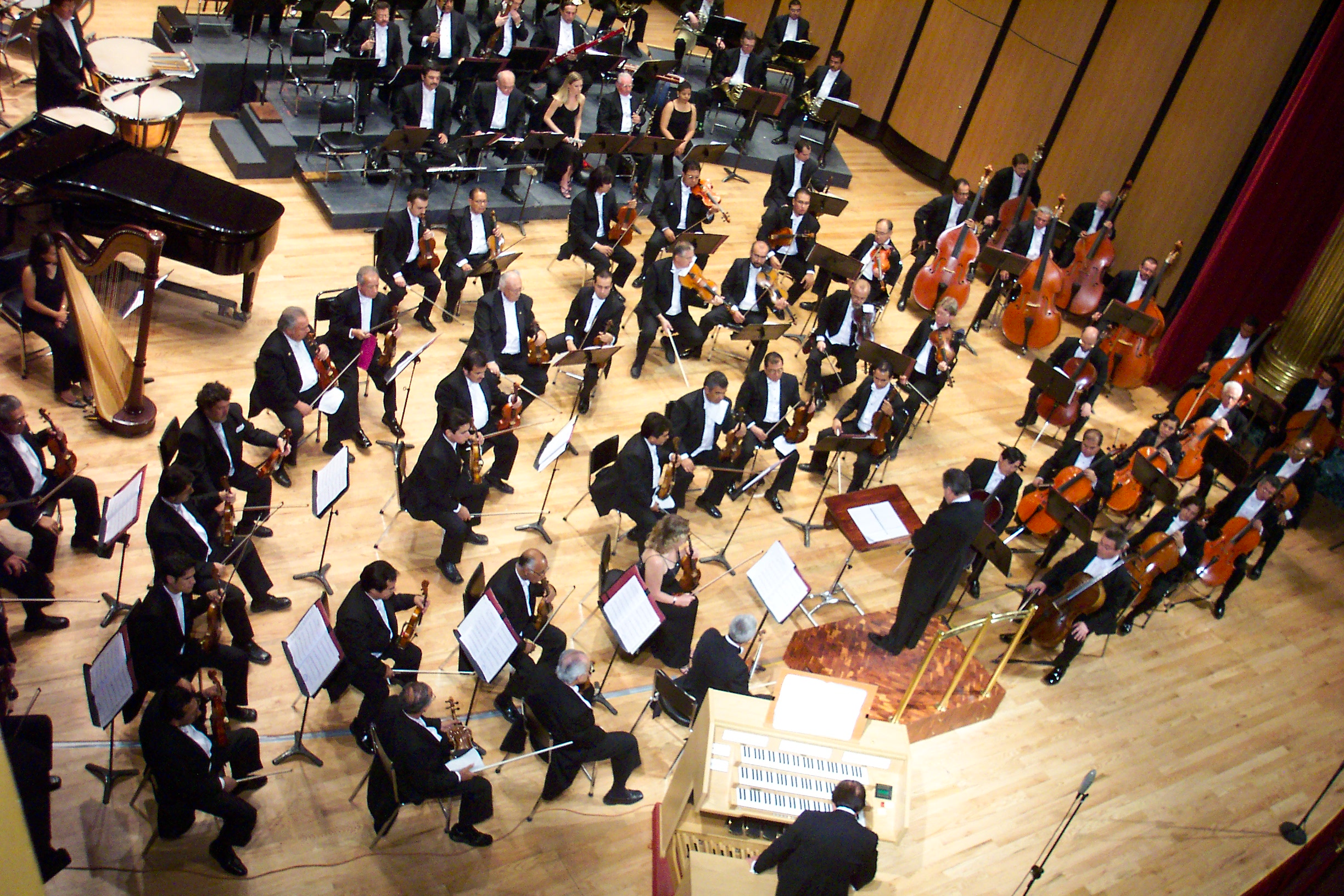
Symfoniorkester under en konsert. Stråksektionen som dominerar bilden har paus, medan orgeln längst fram (ett mer ovanligt inslag i symfoniorkestern) dock spelar.

En symfoniorkester, även kallad filharmonisk orkester eller stor orkester, är den största typen av orkester inom främst klassisk, romantisk och modern konstmusik. Den består av cirka 60–150 musiker som spelar stråkinstrument, blåsinstrument och slagverk med mera. Man spelar akustiskt efter noter och leds av minst en dirigent. 
Symfoniorkestrar är ofta knutna till ett visst konserthus, där de ger regelbundna framträdanden. Förutom detta ges ofta gästkonserter och turnéer. De förekommer också i samband med galor, högtider och utomhuskonserter med mera. De är också förknippade med filmmusik, då många storfilmer använder sig av specialskriven symfonisk musik.
Symfoniorkesterns seriösa och traditionella framtoning har gjort att den ofta associeras med den stereotypa bilden av klassisk musik. Symfoniorkestrar har dock använts i många andra sammanhang, inklusive tillfälliga korsningar och fusioner med populära genrer som jazz, rock, metal, pop och hiphop (se nedan).

## Historia

### Bakgrund, den wienklassiska orkestern
Symfoniorkestern har sin grund i den wienklassicistiska epoken, där man använde sig av mindre kammarorkestrar. De bestod vanligen av stråkar, en handfull träblåsare, samt horn, trumpet och pukor. Termen symfonisk kommer från symfonin, vilket var den viktigaste samtida formen av orkestermusik, ett fyrsatsigt verk i sonatform. Till skillnad från den föregående barockens musik och dess annorlunda sammansatta orkester användes inga improvisationselement, och orkestrarna utarbetade ett arbetssätt som var helt baserat på noterat spel.

### Utveckling under romantiken
Under första halvan av 1800-talet och den romantiska epoken kännetecknades musiken av växande komplexitet och experimentellt tänkande, och därmed större krav på musikerna. Dirigenten tillkom i början av 1830-talet och utvecklades senare till ett självständigt yrke som konstnärlig ledare för orkestern. I samband med de allt mer svårspelade stämmorna förbättrades många instruments mekanik, i synnerhet på blåsarsidan. Instrument som tillkom under 1800-talet var harpan, celestan, trombonen, tuban och flera slagverksinstrument. Spelpraxis inklusive instrumentens utformning och namn, organisationen inom sektioner och stämmor med mera standardiserades också under 1800-talet.

### Experimentell utformning, modernismen
Runt sekelskiftet kännetecknades musiken av ett större intresse för orkesterns ljud och klangfärg. Tonsättare som Claude Debussy, Maurice Ravel och Richard Strauss skrev musik som var mer baserad på orkestreringen än struktur och toninnehåll. Den ljudorienterade orkestermusiken fortsattes senare av bland andra Anton Webern med den så kallade klangfärgsmelodiken. Under denna epok utformades alternativa speltekniker, och orkestrarna förstärktes ofta med ytterligare "färginstrument", som saxofon, xylofon eller akustisk gitarr. De flesta av dessa förekom dock alltför sporadiskt för att standardiseras som del av orkestern. Andra tonsättare som Charles Ives behandlade stämutformningen, och arbetade till exempel med två- eller tredelade orkestrar placerade i olika delar av lokalen. Vissa tonsättares verk kom att fordra gigantiska orkestrar (ofta två sammanslagna symfoniorkestrar), såsom vissa symfonier av Gustav Mahler.
Under 1900-talet tillkom allt fler experimentella tekniker som seriell musik, atonal musik, elektronisk bearbetning, bandstämmor, stumt spel, mikrointonation med mera. Samtidigt etablerade många orkestrar en parallell repertoar av äldre musik, som lättare kunde standardiseras än den samtida experimentella musiken. Även idag har många orkestrar sin kärnrepertoar i verk från 1800-talet, även om vissa har specialiserat sig på nyskriven musik eller korsningar med populärmusik.

## Orkesterns sammansättning

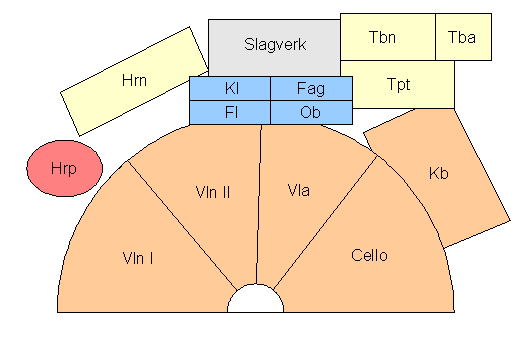
Schemabild över en symfoniorkesters uppställning, med de olika sektionerna (stråkar, träblås, bleckblås, slagverk) markerade.

Symfoniorkestern består av fyra huvudgrupper av instrument, så kallade sektioner. Till detta tillkommer ofta specialinstrument. Sektionerna är:
- Stråksektionen
- Träblåssektionen
- Bleckblåssektionen (även kallad mässingssektionen eller brasset)
- Slagverket

Stråksektionen är orkesterns kärna. Den spelar koriskt besatta stämmor (flera musiker spelar samma noter) och består av fler musiker än de andra sektionerna tillsammans. För att höras bättre placeras den längst fram. Även de övriga sektionerna placeras för bästa möjliga ljudbalans. Slagverket och bleckblåset som är ljudstarkast finns längst bak, och träblåset i mitten.
Varje sektion kan i sin tur vara indelad i stämmor, vilket i detta sammanhang betyder grupper av musiker som spelar samma instrument. En stämma består av ett mycket varierande antal musiker beroende på vilket instrument det gäller, normalt mellan en och cirka sexton (violin I). Varje stämma har en stämledare, som är ansvarig för delar av instuderingen, och samordning av stämman. Han eller hon antas också spela eventuella soloinsatser.
Stämledaren för förstafiolerna kallas för konsertmästare och ansvarar för samordning av stråkföring och liknande i hela stråksektionen, samt är alla orkestermusikernas ledare och främste representant i förhållande till dirigenten och andra.

#### Stråksektionen

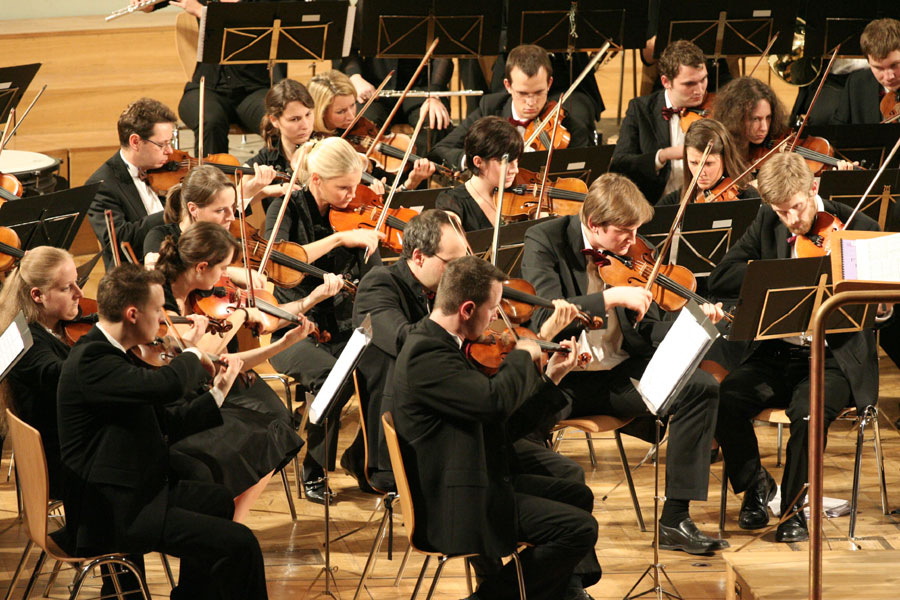
Fiolstämmorna, till vänster i stråksektionen.